# Alydus conspersus
Alydus conspersus är en insektsart som beskrevs av F. Jules Montandon 1893. Alydus conspersus ingår i släktet Alydus och familjen krumhornskinnbaggar.

## Underarter
Arten delas in i följande underarter:
- A. c. conspersus
- A. c. infuscatus
- A. c. rufescens